# Mindenki rühelli Hugót (Lost)
A Mindenki rühelli Hugót (Everybody Hates Hugo) a Lost c. amerikai televíziós sorozat második évadának negyedik epizódja.
2005. október 12-én mutatták be először az Amerikai Egyesült Államokban, az ABC műsorán, a sorozat huszonnyolcadik részeként. Az epizódot Edward Kitsis és Adam Horowitz írta és Alan Taylor rendezte. Középpontjában Hugo Reyes áll.

## Szinopszis

### Visszaemlékezések
|  | Alább a cselekmény részletei következnek! |

Hurley a lottósorsolást nézi, melyen azokat a számokat húzzák ki, melyeket ő tett meg. Rövid időre elájul, mikor rájön: ő nyerte meg a 114 millió dolláros fődíjat. Az anyja azonban felkelti, becsmérlően szól fia életstílusáról, és azt mondja, meg kell változnia. A férfinek viszont tetszik az élete, és nem akar változást.
Még másnap, amikor a Mr. Kotkoda Csirkefalatozóban dolgozik, sem szól senkinek a nyereményről. A főnöke, Randy Nations (az ő beosztottja volt egy időben John Locke is) felelősségre vonja nyolc csirkecomb kifizetetlen elfogyasztásáért és egyéb hasonló kisebb vétségek miatt. Válaszul Hurley felmond. Az étterem előtt egy kisebbfajta pánikroham tör rá, de ekkor barátja, Johnny bejelenti, ő is kilépett. Hogy kihasználják a hirtelen rájuk tört szabadnapot, elmennek egy lemezboltba, ahol meghallgatják a Drive Shaft két dollárért árult kislemezét, a You all everybodyt, amit kölcsönösen leszólnak, majd Hurley átmegy a fejhallgatórészlegre, és beszélgetni kezd az egyik eladóval, egy Starla nevű lánnyal, aki már nagyon régóta tetszik neki. Elhívja egy hétvégén lévő koncertre, és a nő boldogan mondja, hogy elmegy. Johnny a boltból kifelé menet kérdőre vonja Hurleyt, mert a férfi ilyen hirtelen lépett annyi idő után. Hurley csak annyit mond: meg akarta tenni, még mielőtt minden megváltozik.
Éjszaka a két férfi kertitörpéket lopkod össze, majd kirakják belőlük a volt főnökük, Randy háza előtt a „CLUCK YOU” (magyarul kb.: „Ezt kotkodáld meg!”) feliratot. A hecc után boldogan autózgatnak, zenét hallgatnak, viccelődnek és beszélgetnek. Hurley megígérteti Johnnyval, hogy ők mindig ilyenek maradnak, bármi is történik a jövőben. Ekkor meglátnak egy gyülekező tömeget és egy televíziós stábot. Johnny kiszáll, és megnézi, mi történt, Hurley pedig előveszi a nyertes szelvényt. Barátja meghallja, hogy azért készítenek interjút az üzletvezetővel, mert nála vették meg a 114 millió dollárt érő lottót. Ekkor a boltos észreveszi, hogy a furgonban ott ül Hurley, és elárulja, hogy ő a nyertes. A vakuk villanása közben a férfi látja barátja arcán az eltávolodást és a mélységes meglepődést amiatt, hogy Hurley ilyen bizalmatlan volt vele. Hugo ekkor jön rá, hogy most minden meg fog változni.

### A parton és a bunkerben
Miközben Hurley pazar lakomát rendez a bunker kamrájának ételeiből, hirtelen feltűnik Jin (aki tökéletesen beszél angolul) és csirkés ruhába öltözve az a férfi, aki eladta Hurleynak a nyertes lottót. Mikor a férfi megkérdezi, hogyan tud angolul beszélni, a távol-keleti válasza csak annyi: „Te beszélsz koreaiul.” „Én?” – kérdi Hurley koreai nyelven, majd a csirkés emberről érdeklődik. Jin azt válaszolja, hogy minden meg fog változni. Ekkor a jelmezbe öltözött ember a számláló csipogásához hasonló hangokat ad ki, Jin pedig egy „Legyen jó csip-csirip napod, Hugo!” felkiáltással elköszön tőle. A csirkés férfi Kate hangján szólítja Hurleyt, felébresztve ezzel álmából.

A nő emlékezteti a számok beírására, és felírja azokat egy lapra, nehogy elfelejtsék. A férfi megnyugtatja: még emlékszik rájuk. Kate elmondja, hogy átvette a következő váltást Locke-tól, aki visszament a partra. A nő ezt a munkát remeknek találja, ám Hurley válasza azt sugallja, ő korántsem tartja ilyen jónak.
Később, mikor Hurley a tengerparton mossa ruháit, odamegy hozzá Charlie, és a bunkerben folyó munkáról kérdezi. A férfi kitérő választ ad, de Charlie továbbra is rendületlenül próbálja kitalálni, mi is folyik ott. Mivel Hurley továbbra sem válaszol megfelelően, a másik férfi hazugnak nevezi, mint amikor a 150 millió dolláros nyereményéről beszélt, aztán elmegy.
Hurley ezután Rose-hoz megy, és beszél neki arról, mi van a bunkerben. A nő kifejti, hogy nem érdekli, ami ott található, hacsak nem segít neki kimosni a szennyest. Mivel a férfi azt válaszolja, talán még ezt is megkönnyítheti, elviszi a nőt a Hattyúba. Ott találkoznak Jackkel, aki Hurley szemére veti, hogy már így is túl sokan tudnak a bunkerről. A férfi azonban Rose-t „jó arcnak” nevezi, a kamra ételeinek leltározását pedig egyedül túl nehéznek találja, ezzel indokolja magával vitelét.
A parton Claire megtalálja az üveget, melybe a tutaj indulásakor a túlélők üzeneteiket tették.
Jack tudja, hogy nemsokára a többiek is tudomást szereznek a bunkerről és az ételről, ezért szeretné, ha minél hamarabb elkészülne a lista az élelemről, és ki lenne számolva, meddig elég, de addig senki nem kaphat semmit. Elkezdve a számbavételt, Hurley és Rose felfedeznek egy üveg DHARMA salátaöntetet és néhány szelet Apollo csokoládét. A nő megemlíti, hogy a férje, Bernard nagyon édesszájú, és úgy véli, még mindig életben van. Hurley kifejti, hogy szerinte mindenki meg fogja utálni új munkája miatt. Ekkor feltűnik Kate, aki zuhanyzáshoz kér egy kis sampont. A férfi megpróbál ellenállni, de a nő mégis elviszi. Rose vigasztalására csak azt feleli: „Mindig így kezdődik.”
Eközben Locke megáll a dzsungelben gyümölcsöt enni, és elkiáltja magát, hogy tudja, hogy követik, ezért rótt nagy köröket. Charlie előbújik a bokrok közül, majd kérdőre vonja a másikat, miért titkolóznak. Bár „nem ment el a »szupercsapattal« a Fekete Sziklához”, visszahozta Aaront, ezért úgy érzi, joga van tudni, mi folyik a bunkerban. Locke végül megkérdezi, mire kíváncsi.
Sayid be akar jutni a bebetonozott ajtó túloldalára, ám nem sokra jut, mivel állítása szerint 2,5 méter vastag a fal. Jack megmutatja neki, hogy a mágneses vonzás nélküli titániumból készült kulcsot vonzza a fal. Ezután lemásznak az alagsorba, és ott próbálnak áttörni.
Locke beszámol Charlienak a bunkerről, a 108 percenként megnyomandó gombról és az elmenekült Desmondról. Az ő dolga meggyőzni a túlélőket a gombnyomkodás értelméről, ezért kidolgozott egy rendszert, melyben párosok váltják egymást hat óránként. Elárulja az egykori rockzenésznek, hogy egy lemezjátszójuk is van. Mikor megtudja, hogy Hurley az élelemfelelős, Charlie megkeresi a parton, és elárulja, tud mindenről. Mogyoróvajat kér Claire-nek, de azt mondja, nem adhat. Charlie ezen felháborodik, és kijelenti: Hurley megváltozott, bár régen barátok voltak.
A bunker alatt Sayid és Jack végül eljut a betonhoz, ami ott is ugyanolyan vastag. Az iraki elárulja, hogy az egyetlen hely, amit végigöntöttek betonnal, az Csernobil. Továbbá valószínűsíti, hogy a fal mögött egy geoterminális generátor helyezkedik el. Ekkor hirtelen zajt hallanak, a doktor pedig utánanéz. Félretol egy csatornafedelet, majd rányit a zuhanyzását éppen befejező Kate-re, aki elmondja, a víz hamar kihűlt, többször elment a nyomás, és kissé kénes szaga is volt, de zuhanyozhatott. Ezt javasolja a férfinak is, aki elégedett tekintettel néz a távolodó nő után.
Sun a kertjében dolgozik, mikor megjelenik Claire és Shannon Vincenttel együtt. A kismama megmutatja neki a tutajról való, üzenetekkel teli palackot, és rá bízzák, mit tegyen vele.
Locke a fegyverekkel foglalkozik, amikor beállít Hurley, aki felelősségre vonja a Charlieval folytatott beszélgetése miatt. A férfi azt állítja, minden megváltozik, Locke ellenvetésére, miszerint az jó dolog, pedig csak még vehemensebben védi a maga igazát. Felvázolja, hogy az élelem miatt meg fog szűnni az eddigi békesség a túlélők között. Locke azonban leinti, mondván, mindenkinek megvan a saját dolga. Hurley végső elkeseredésében dinamitot hoz a Fekete Szikláról, és azzal akarja felrobbantani a kamrát. Ám ekkor megjelenik Rose, és megkérdi, mit csinál. A férfi el szeretné küldeni, a nő meg akarja tudni, miért teszi ezt. Hurley elmagyarázza, hogy nem képes átélni még egyszer azt, ami a lottó megnyerésekor történt, amikor is egy idő után mindenki olyan kérdéseket tett fel neki, mint: „Miért Hugónál van minden? Én miért nem kapok?” Biztosra veszi, hogy mindannyian meggyűlölnék idővel. A Rose-zal folytatott beszélgetés ugyanakkor elbizonytalanítja.
Később Hurley megjelenik a parton, és elárulja Jacknek, hogy az étel egy személynek napi háromszori étkezéssel számolva három hónapig lenne elég, de több mint negyven emberre elosztva ez nagyon kevés. Ezért úgy gondolja, csak egyetlen megoldás van, a doktor pedig egyetért vele.
Este Hurley szétosztja a kamrában talált élelmet a túlélők között. Charlienak ad egy üveg mogyoróvajat, amivel a férfi később Claire-nek kedveskedik. Shannon megosztja vacsoráját Vincenttel, Kate és Jack együtt viccelődnek az étellel, Locke pedig a többiekkel beszélget, az összes ember barátságosan viselkedik a másikkal. Hurleynek csak a köszöneteket kell fogadnia, és így világossá válik, hogy „mindenki szereti Hugót”.
Eközben Sun elássa a palackot a kertjében.
Rose a kapott Apollo csokoládészeletet édesszájú férjére gondolva elrakja, és megsimogatja a férfi nyakában hordott jegygyűrűjét.

### A sziget belsejében
Sawyer, Michael és Jin a veremben vannak, és várják, mit akarnak csinálni velük a farokrész túlélői. A koreai férfi azt mondja (legalábbis Sawyer azt hiszi, azt mondja), csináljanak emberpiramist, de a másik kettő nem vállalja ezt. Michael kiabálni kezd, de Sawyer leinti, mert szerinte amíg a sorsukról tanácskoznak, nem tehetnek semmit. Michael válasza: „Minden egyes idelent töltött perccel egyre többet vagyok távol a fiamtól.” Sawyer megnézi a sebet, ami akkor keletkezett, amikor a tutajon kiszedte karjából a golyót, és ami mostanra elfertőződni látszik.
A verem teteje felnyílik, a sötét bőrű ember ledob egy kötelet, és azt mondja Jinnek, másszon fel. Az azonban bizalmatlanul méregeti őt, Sawyer pedig arra kéri, ne tegye. Ana Lucia megjelenik a férfi mögött, és fegyvert fog Sawyerre, ezzel kényszerítve a koreait, hogy felmásszon. A nő ezután Michaelt hívja. Sawyer neki is azt mondja, ne csinálja, és hogy a nő csak blöfföl, nem lőné le. Ana Lucia ekkor egy követ vág a fejéhez, Michael pedig felmászik. A veremben így már csak Sawyer marad, akire a férfi káromkodásai közepette a nő rácsapja a tetőt.
Valamivel később a fekete férfi ismét felnyitja a tetőt, és felszólítja Sawyert a kimászásra. Az azonban nem teszi azt meg addig, amíg nem látja, hogy a másik kettő jól van. A veremből kijutva látja, mindenki jól van, és már kiderítették, ugyanazon a repülőgépen utaztak. Az afroamerikai, Ana Lucia, a tutaj három utasa és egy szőke nő alkotja a csoportot. A nő észrevesz egy követ, amit Sawyer a kezében rejteget, ezen felmérgesedve leüti a férfit, és tudtára adja: minden parancsát követnie kell. Sawyer megfenyegeti Anát, majd elindulnak a dzsungelbe, mert már sötétedik.
Útközben a szőke nő elárulja Michaelnak, hogy Libbynek hívják, és a farokrészből 23-an élték túl a zuhanást. A fekete bocsánatot kér, mert megütötte Sawyert, ekkor Ana bejelenti: megérkeztek.
Odébb taszít néhány liánt, és a dzsungel közepén lévő ajtón az előre megbeszélt módon kopogtat. Az ajtó kinyílik, és feltűnik néhány további túlélő, akik a félhomályos helyiségben szálltak meg. A falon lévő DHARMA-jel szerint ez a Nyíl állomás. Van némi elektromosság, de korántsem olyan komfortos, mint a Hattyú. Ketten (az egyik légiutas-kísérő és egy idős, ősz hajú fehér férfi) várták őket, akik a többiekről kérdezősködnek. Később az ősz hajú Bernardként mutatkozik be Jinéknek, és megkérdezi, nincs-e egy ötven év körüli, fekete bőrű nő ott, ahonnan ők jöttek. Mikor Michael elárulja, hogy Rose jól van, a férfi örömkönnyekben tör ki, és boldogan szorongatja Michael karját.

## Érdekességek
- Az epizód címe a Szeretünk Raymond és az Utálunk Chris c. sorozatok eredeti angol nyelvű elnevezésein alapszik (Everbody Loves Raymond, ill. Everybody Hates Chris).
- A lottósorsolás televíziós közvetítésénél a riporter hangját, aki elmondja, hogy 16 hete nem volt főnyeremény, Carlton Cuse, a Lost egyik producere adja.
- Hurley álmában egy tejesdobozon, egy MISSING felirat alatt megjelenik Walt arca.

|  | Itt a vége a cselekmény részletezésének! |